# 아브구슈트
아브구슈트(페르시아어: آبگوشت) 또는 디지(페르시아어: دیزی)는 이란의 양고기 스튜이다. 고대 페르시아에서 기원한 음식으로, 캅카스와 중앙아시아 등에도 전파되어 피티, 푸투크 등의 이름으로 존재한다. 이란의 국민 음식 가운데 하나로 여겨진다.

## 이름
페르시아어 "아브구슈트(آبگوشت)"는 "물, 국물"을 뜻하는 "아브(آب)"와 "고기"를 뜻하는 "구슈트(گوشت)"가 합쳐진 말로, "고기 국"을 뜻한다. "디지(دیزی)"는 이 음식을 담아 익히는 토기 이름이다.

## 만들기
양고기를 병아리콩, 흰강낭콩, 양파, 감자, 토마토, 건라임 등과 함께 "디지(دیزی)"라는 토기에 푹 삶아 내며, 이때 계피, 강황가루, 후춧가루, 고춧가루 등을 넣기도 한다. 건라임과 계피는 이후에 건져낸다. 스튜를 그대로 먹기도 하지만, 보통 국물을 떠내고, 건더기는 완전히 으깨서 구슈트 쿠비데(کاملاً کوبیده→으깬 고기)로 만든다. 이것을 떠낸 국물, 납작빵(산가크, 라바시, 타프툰, 바르바리 등)과 함께 낸다.

## 사진

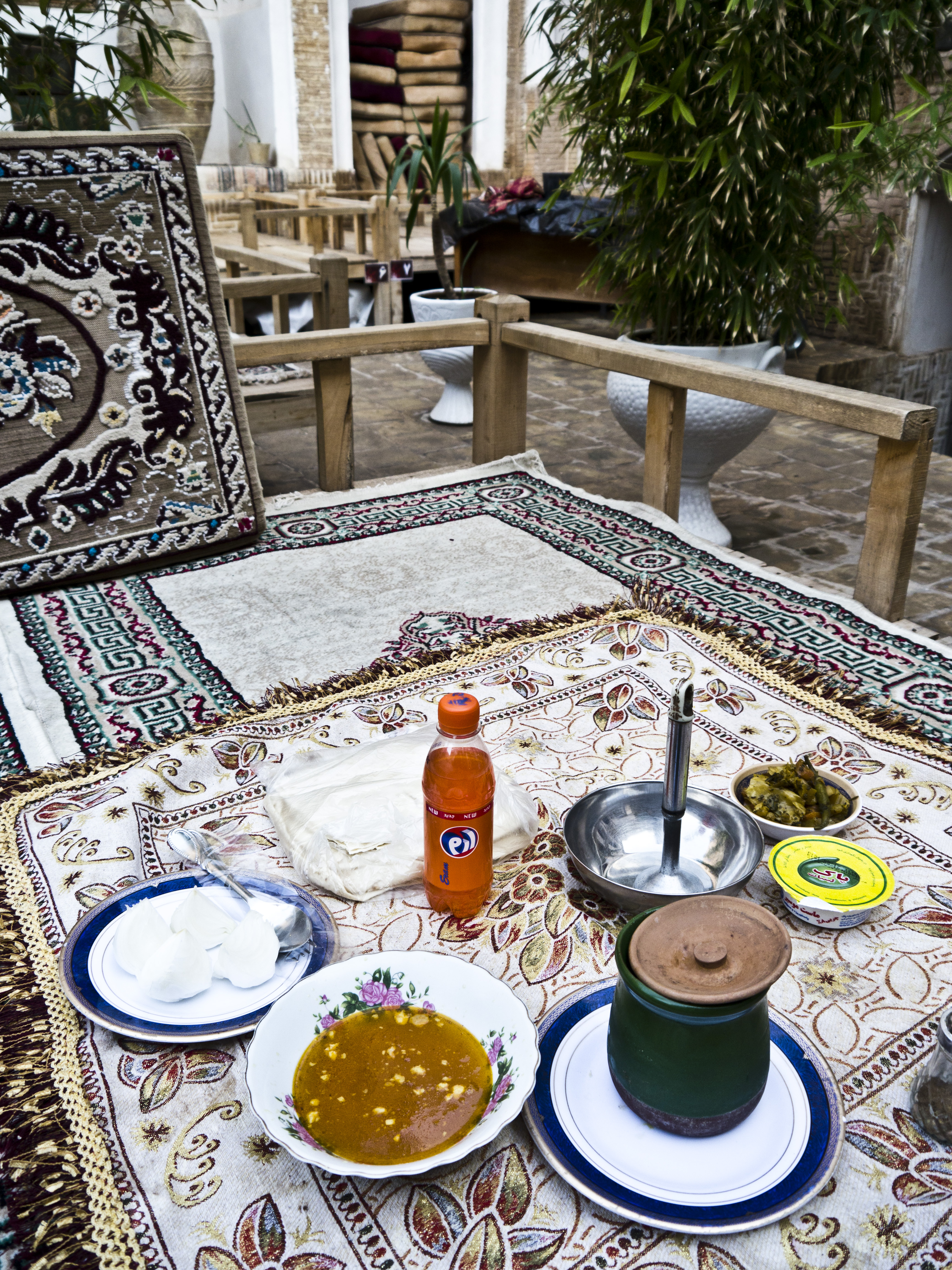
아브구슈트

## 같이 보기
- 피티
- 귀베치